# 捕虫霉目
捕虫霉目（学名：Zoopagales）也称捕虫霉菌目，为接合菌纲的一个目。此目真菌的模式属为捕虫霉属(Zoopage)。

## 下级分类
- 旋体霉科 Cochlonemataceae
- 卷头霉科 Helicocephalidaceae
- 头珠霉科 Piptocephalidaceae
- 折孢霉科 Sigmoideomycetaceae
- 捕虫霉科 Zoopagaceae

未指定科的属：
- Basidiolum
- Massartia